# Nguyễn Thu Hà
Nguyễn Thu Hà (sinh năm 1988 tại Hà Nội) là một người dẫn chương trình cho VTV, cô trở nên nổi tiếng khi lọt vào chung khảo cuộc thi Hoa hậu Việt Nam 2006 dù không đạt được danh hiệu nào.

## Tiểu sử
Nguyễn Thu Hà sinh năm 1988, là cựu học sinh lớp Lý 2 khoá 03-06 trường Hà Nội - Amsterdam. Cô từng đoạt giải Miss Duyên dáng của cuộc thi học sinh thanh lịch thành phố vào năm 2005. Cô đăng ký thi hai trường đại học là Đại học Ngoại thương và Đại học Sân khấu Điện ảnh và đỗ cả hai với số điểm 24, trong đó cô là thủ khoa Khoa diễn viên của Đại học Sân khấu Điện ảnh. Cô theo học Đại học Ngoại thương vì gia đình đã cất giấy nhập học và hồ sơ của Đại học Sân khấu Điện ảnh đi.

## Cuộc thi Hoa hậu Việt Nam 2006
Trong giai đoạn đăng ký dự thi, gia đình Thu Hà hoàn toàn không biết con mình đi thi hoa hậu, chỉ khi cô lọt được vào vòng chung khảo sau khi vượt qua các thí sinh nổi trội tại miền Bắc với số báo danh 784, cao 163 cm, nặng 50 kg, số đo 82-61-93.
Tuy không đạt được danh hiệu nào trong cuộc thi hoa hậu, nhưng với ngoại hình khá duyên dáng, ngay sau khi rời đêm chung kết về Hà Nội được ít ngày, Thu Hà đã liên tiếp nhận được những lời mời biểu diễn thời trang, đóng phim. Một công ty phía Nam đã có lời mời cô vào vai chính trong một bộ phim dài 15 tập với thù lao dao động từ 2 đến 3 triệu cho mỗi tập nhưng cô từ chối; đạo diễn, nghệ sĩ ưu tú Chiều Xuân gọi điện mời tham gia casting trong một bộ phim được hợp tác giữa Việt Nam và Mỹ, tuy nhiên cô đã không tham gia.

## Hoạt động nghệ thuật - truyền thông
Nguyễn Thu Hà tham gia khá nhiều chương trình và bộ phim nổi tiếng:
- Hồi nhỏ từng là Đội phó Đội kịch của Cung Thiếu nhi
- Mùa thu không cô đơn - bộ phim tham gia đầu tiên, đem lại giải Diễn viên phụ xuất sắc nhất
- Đóng phim Nhật ký Vàng Anh 2 vai Ly (thay vai của Vân Navy) đóng chung với Hoàng Thùy Linh
- Đóng phim Tình như chiếc bóng
- Tiểu phẩm Chuyện của chúng mình của kênh VTV2[6]
- Phim Ngôi nhà cũ của đạo diễn Bạch Diệp
- Phim Đoạn tuyệt của đạo diễn Chiều Xuân
- Xuất hiện một vài tập trong Bộ tứ 10A8 vai cô giáo môn Sử
- MC của VTC với các chương trình: Chat với 8X, Dấu ấn Trung Hoa, Địa chỉ bỏ túi, Hoa Trạng nguyên (cùng với MC Anh Duy) trong đó, Thu Hà nổi bật với vai trò MC của talkshow Chat với 8X. Cô được khán giả đánh giá là một trong những MC trẻ dẫn talk tốt nhất hiện nay)
- MC của Đài truyền hình Việt Nam với các chương trình: Tiêu dùng thông minh, Bản tin Bất động sản trực thuộc kênh VTV1 [7]
- Từ năm 2011, Thu Hà là BTV Thời sự lúc 19h hàng ngày, trở thành BTV trẻ nhất trong lịch sử bản tin thời sự phát sóng toàn quốc lúc 19h hàng ngày trực thuộc Ban Thời sự VTV.

## Hoạt động từ thiện
- Trong thời gian tham dự cuộc thi Hoa hậu, Nguyễn Thu Hà đã đi thăm làng trẻ em SOS Nha Trang vào ngày 17 tháng 8 năm 2006[8].
- Ngày 17 tháng 5 năm 2009, Thu Hà cùng Mai Phương Thuý đi thăm phòng tranh "Em vẽ niềm tin" tại Cung thiếu nhi Hà Nội do website vicongdong.vn đồng phối hợp tổ chức để muốn được chia sẻ nhiều hơn tình cảm của mình cho các em nhỏ thiệt thòi[9].

## Giải thưởng
- Nữ diễn viên phụ xuất sắc nhất (phim Mùa thu không cô đơn) tại Liên hoan phim Việt Nam lần thứ 15 tại Nam Định
- Miss Duyên dáng của năm 2005
- Giải học sinh thanh lịch thành phố

## Phê bình
Trong một buổi truyền hình của chương trình Chat với 8X mà khách mời là người mẫu Doãn Tuấn, cô đã liên tiếp dồn khách mời vào chân tường khi hỏi về quan niệm giữa đại gia và chân dài:
| “ | "Làm sao tất cả các mối quan hệ ấy đều xuất phát từ tình yêu?" | ” |

## Đời sống cá nhân
Năm 2009, người yêu của cô là người đã từng ngồi ở bàn phía trước cô khi đang theo học tại trường chuyên Lý Hà Nội - Amsterdam. Năm 2014, cô yêu một người làm nghiên cứu khoa học và cuộc tình này chỉ duy trì được 5 năm thì đã quyết định kết hôn ngay. Tiến trình khi kết hôn của họ như sau: Ngày 5/11/2019, 2 người đã làm lễ ăn hỏi. Ngày 17/11/2019, họ đã làm lễ rước dâu vào buổi sáng. Chiều cùng ngày cả hai làm đám cưới tại Hà Nội.

## Đánh giá
- Hoa hậu Việt Nam năm 1990 Nguyễn Diệu Hoa:

| “ | "Với ý kiến của cá nhân, Diệu Hoa thích vẻ đẹp của hai gương mặt là Đỗ Thị Lan Hương (SBD 584) và Nguyễn Thu Hà (SBD 784). Đây là hai khuôn mặt khá phù hợp cho các khuôn hình, một có nét đẹp trong sáng thông minh và một có nét kiêu sa, quý phái " | ” |

.
- Ca sĩ Hoàng Hải - người đoạt giải Sao Mai điểm hẹn: | “ | "Ở Thu Hà có một cái gì đó rất là khó tả khi trực diện. Lực hút của cô ấy toát lên từ vẻ đẹp tâm hồn. Sự thông minh trong ứng xử, cách giao tiếp rất chân tình, và đặc biệt là sự thân thiện đối với bất cứ ai kể cả lần đầu tiên gặp gỡ. Thu Hà còn thể hiện vẻ đẹp trí tuệ khi cô ấy là "dân" chuyên lý trường Hà Nội – Amsterdam và vừa đậu với số điểm rất cao vào Đại học ngoại thương Hà Nội, điều đó thật sự làm Hải thấy ấn tượng." | ” |
- Nhiếp ảnh gia Trần Thành Công: | “ | "Tôi đã chụp ảnh Hoa hậu từ rất lâu rồi, với Hà, ngay từ khi còn bé, tôi đã chọn cô làm người mẫu ảnh. Tôi là người khắt khe trong cách chọn, đánh giá vẻ đẹp phụ nữ, nhưng tôi tự hào với khuôn mặt bừng sáng, hồn hậu, đôi mắt biết nói và đặc biệt là mái tóc mây dài, dày, đổ sóng xuống lưng của Hà. Không chỉ ở trong ảnh, mà cả ở ngoài đời thường, cô bé con nhà công nhân viên chức "thường thường bậc trung" xinh đẹp và học giỏi này luôn xứng đáng là Hoa hậu ảnh của tôi. Nếu có ai đó nói cô "diễn" và không thực chất thì hãy thử nhìn lại Hà xem. Đó là một nữ sinh giỏi của trường Ams, đỗ vào một trường "khó nhằn" như ĐH Ngoại thương với số điểm cao, từng được chọn là Hoa khôi của trường, Hoa khôi quận Ba Đình - những điểm này nếu "không có thực chất" thì muốn "diễn" cũng khó." | ” |